# Sopubia cana
Sopubia cana är en snyltrotsväxtart som beskrevs av William Henry Harvey. Sopubia cana ingår i släktet Sopubia och familjen snyltrotsväxter. Utöver nominatformen finns också underarten S. c. glabrescens.